# Rhyacophila antiquissima
Rhyacophila antiquissima is een fossiele soort schietmot uit de familie Rhyacophilidae.